# Senecio coscayanus
Senecio coscayanus là một loài thực vật có hoa trong họ Cúc. Loài này được Ricardi & Marticor. miêu tả khoa học đầu tiên năm 1964.